# (6240) Lucretius Carus
(6240) Lucretius Carus ist ein Asteroid des inneren Hauptgürtels, der am 26. September 1989 von dem belgischen Astronomen Eric Walter Elst am La-Silla-Observatorium (IAU-Code 809) der Europäischen Südsternwarte in Chile entdeckt wurde.
Der Asteroid wurde nach dem römischer Dichter und Philosoph in der Tradition des Epikureismus Lukrez (* zwischen 99 und 94 v. Chr.; † um 55 oder 53 v. Chr.) benannt, der als Vertreter der Atomistik gilt und dessen unvollendetes Werk De rerum natura (Über die Natur der Dinge) eine der Hauptquellen zur Philosophie Epikurs ist, die ansonsten nur in Fragmenten überliefert ist.